# Tellursilberglanz
Tellursilberglanz (kurz Tellursilber, selten auch Tellurischer Silberglanz oder Telluriumsilberglanz) ist eine bergmännische Bezeichnung für verschiedene Erzminerale, genauer Telluride des Silbers. Der Begriff wurde von Bergleuten, Geologen und ähnlichen Berufsgruppen verwendet.
Der Namensteil „Tellursilber“ geht auf die chemische Zusammensetzung des betreffenden Minerals zurück. Mit dem Namensteil „-glanz“ wurden Sulfidminerale (insbesondere Erze) und deren nahe Verwandte bezeichnet, die sich durch deutlich metallisches Aussehen und hohen Glanz auszeichneten.
Bekannt ist die Verwendung des Begriffs vor allem für die heute als Hessit (Ag2Te) und Petzit (Ag3AuTe2) bekannten Minerale. Sylvanit (AgAuTe4) ist dagegen synonym hauptsächlich als „Schrifterz“ bekannt, wurde aber sehr selten unter anderem von W. G. Kriwowitschew (russisch В. Г. Кривовичев) ähnlich wie Hessit auch als Tellursilberglanz bezeichnet.